# 熙河路 (熙宁)
熙河路，北宋时規劃的路。
熙河路於熙宁五年（1072年）設置，为经略安抚使路，行政中心位於熙州（今甘肃省临洮县），管轄熙、河、洮、岷四州及通远军，相当於今甘肃省大夏河流域，洮河流域以及渭河上游甘谷县以西地、西汉水和白龙江上游的西和、礼县、宕昌等县地。之後增轄兰、会二州，辖境北展包有兰州市、榆中县和祖厉河流域，改称熙河兰会路。后会州割属泾原路，增辖廓州（今青海省尖扎县），又改称熙河兰廓路。其后湟州、西宁州、积石军也加入管轄範圍，辖境西包有湟水流域及黄河上游今贵德县一带。金朝皇统二年（1142年）改为熙秦路。

## 相关
- 北宋熙河路帅臣一览